# اخلاق بازاریابی
اخلاق در بازاریابی (به انگلیسی: Marketing ethics) ناحیه‌ای است در زمینه اخلاق کاربردی که با اصول اخلاقی در بازاریابی ارتباط دارد.

## موضوعات و مشکلات اساسی در اخلاق بازاریابی
چارچوب تجزیه و تحلیل برای بازاریابی
- چارچوب ارزش محور، تجزیه و تحلیل مشکلات اخلاقی بر اساس ارزش‌هایی که آن‌ها نقض می‌کنند. (مثال: صداقت، استقلال، حریم خصوصی، شفافیت).
- چارچوب ذی‌نفع محور، تجزیه و تحلیل مشکلات اخلاقی بر اساس اینکه چه کسی تأثیر گزار خواهد بود. (مثال: مشتری، رقیب و جامعه در کل)
- چارچوب فرایند محور، تجزیه و تحلیل مشکلات اخلاقی از نظر مقولاتی که متخصصان بازاریابی استفاده می‌کنند. (مثال: تحقیقات، قیمت، ترویج، تعیین سطح)

تجزیه و تحلیل مبتنی بر قدرت
برخلاف تصورات رایج همه بازاریابی‌ها متضاد نیستند و تمام بازاریابی‌ها به سود فروشنده نیستند. در بازاریابی رابطه بین تولیدکننده/مصرف‌کننده یا فروشنده/خریدار می‌تواند مخالف یا مشارکتی باشد.